# يان جايلز
يان جايلز (بالإنجليزية: Ian Giles)‏ هو لاعب كرة قدم أسترالية أسترالي، ولد في 25 يوليو 1918، وتوفي في 13 أغسطس 2002.

## وصلات خارجية
- يان جايلز على موقع AustralianFootball.com (الإنجليزية)
- يان جايلز على موقع AFLtables.com (الإنجليزية)